# 잔향
잔향(殘響, reverberation)은 음향심리학과 음향학에서 소리가 생성된 후에 계속되는 소리다. 소리 또는 신호가 반사될 때 반향(反響, reverb)은 소리가 공간 안의 물체 표면에 흡수되면서 많은 반사를 형성한 다음 붕괴할 때 생성된다. 이는 가구, 사람, 공기를 포함할 수 있다. 이는 음원이 정지하지만 반사가 계속되어 0 진폭에 도달할 때까지 진폭에서 감소할 때 가장 눈에 띈다.
잔향은 주파수에 따라 달라지며, 붕괴의 길이 또는 잔향 시간은 의도한 활동에 최적의 성능을 달성하기 위해 특정 잔향 시간을 가져야 하는 공간의 구조적 설계에 특별한 고려를 받는다. 이전 소리 이후 최소 50~100ms에서 감지할 수 있는 뚜렷한 메아리와 비교하여 반향은 약 50ms 미만의 차례로 도달하는 반사의 발생이다. 시간이 흐를수록 반사 진폭은 눈에 띄지 않는 수준으로 점차 감소한다. 잔향은 숲이나 반사가 존재하는 다른 실외 환경에 존재하는 것처럼 실내 공간에 국한되지 않는다.
잔향은 음향반사 표면이 있는 홀이나 공연장에서 음으로 노래하거나 말하거나 악기를 연주할 때 자연스럽게 발생한다. 잔향의 소리는 종종 전자적으로 가수들의 가창과 악기에 추가된다. 이펙터를 사용하여 라이브 사운드 시스템과 녹음 둘 다에서 이루어지며, 잔향 효과 생성에 특화된 효과 단위를 흔히 반향이라고 한다.

## 같이 보기
- 지수적 감쇠